# MMVZ

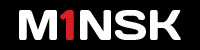
Het logo van Minsk.

MMVZ (Russisch: Минск) is een Wit-Russisch merk van motorfietsen.
Minsk MMVZ (Minsk Moto Velo Zavod).
Wit-Russisch merk dat door CKEB ontwikkelde motorfietsen bouwt.
Minsk produceerde van 1945 tot 1951 fietsen en van 1951 tot ca. 1965 vooral lichte tweetakten, hoewel waarschijnlijk indien nodig ook wel hand-en-spandiensten aan andere merken uit de Sovjet-Unie werden geleverd.
De eerste Minsk-motorfietsen leken erg op de vooroorlogse DKW’s. Waarschijnlijk is het merk in 1965 van de markt gehaald, maar in 1992 werd er een tamelijk westers uitziende 125 cc eencilinder onder de naam Minsk gepresenteerd. De techniek is ondanks elektronische ontsteking nog steeds vrij ouderwets.
Eind 2005 balanceerde het bedrijf op de rand van een faillissement.

## Galerij

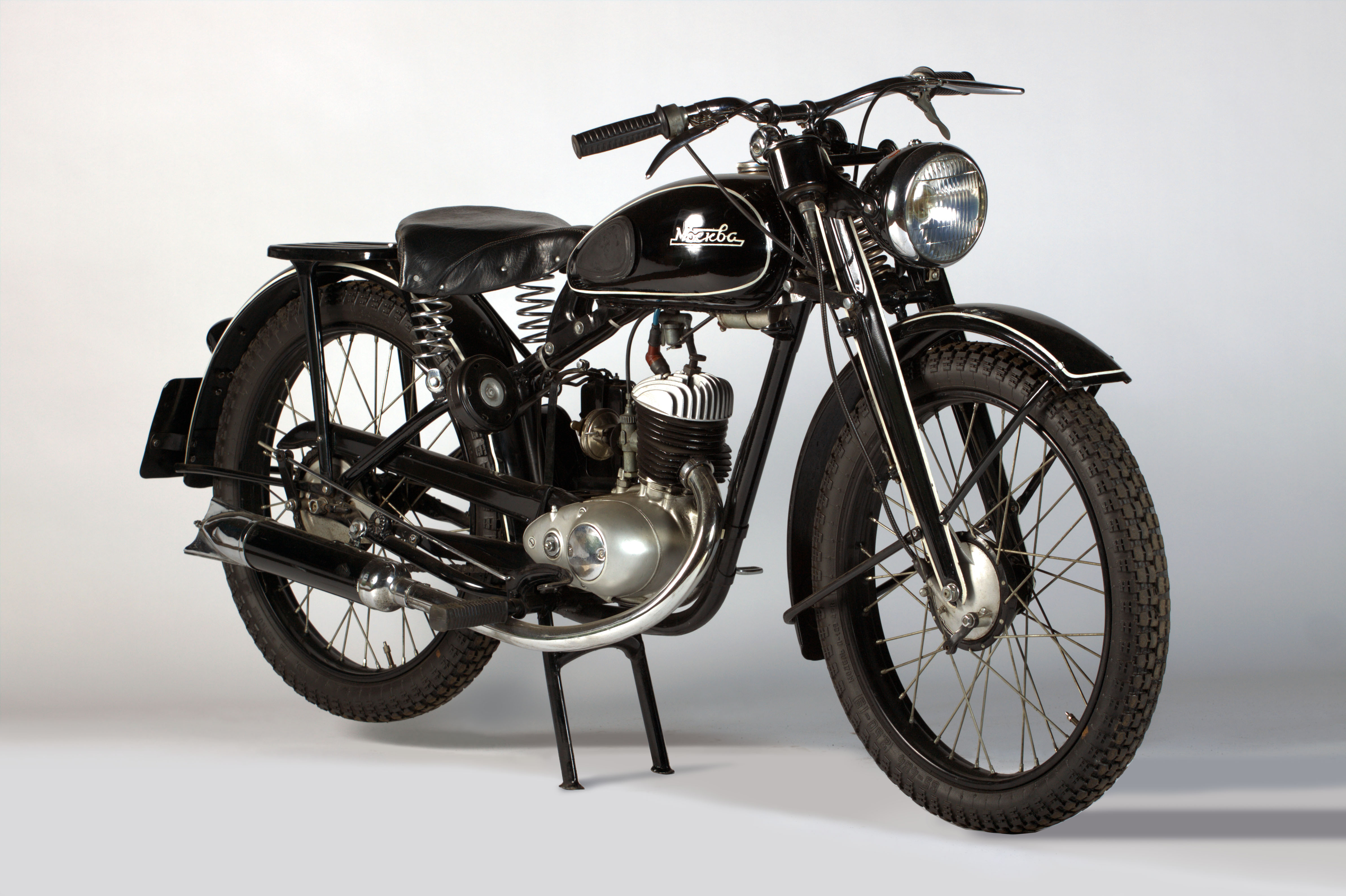
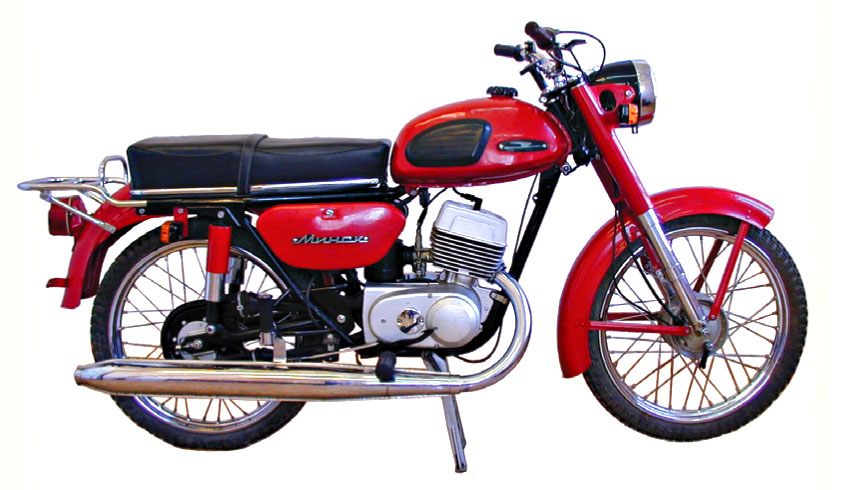
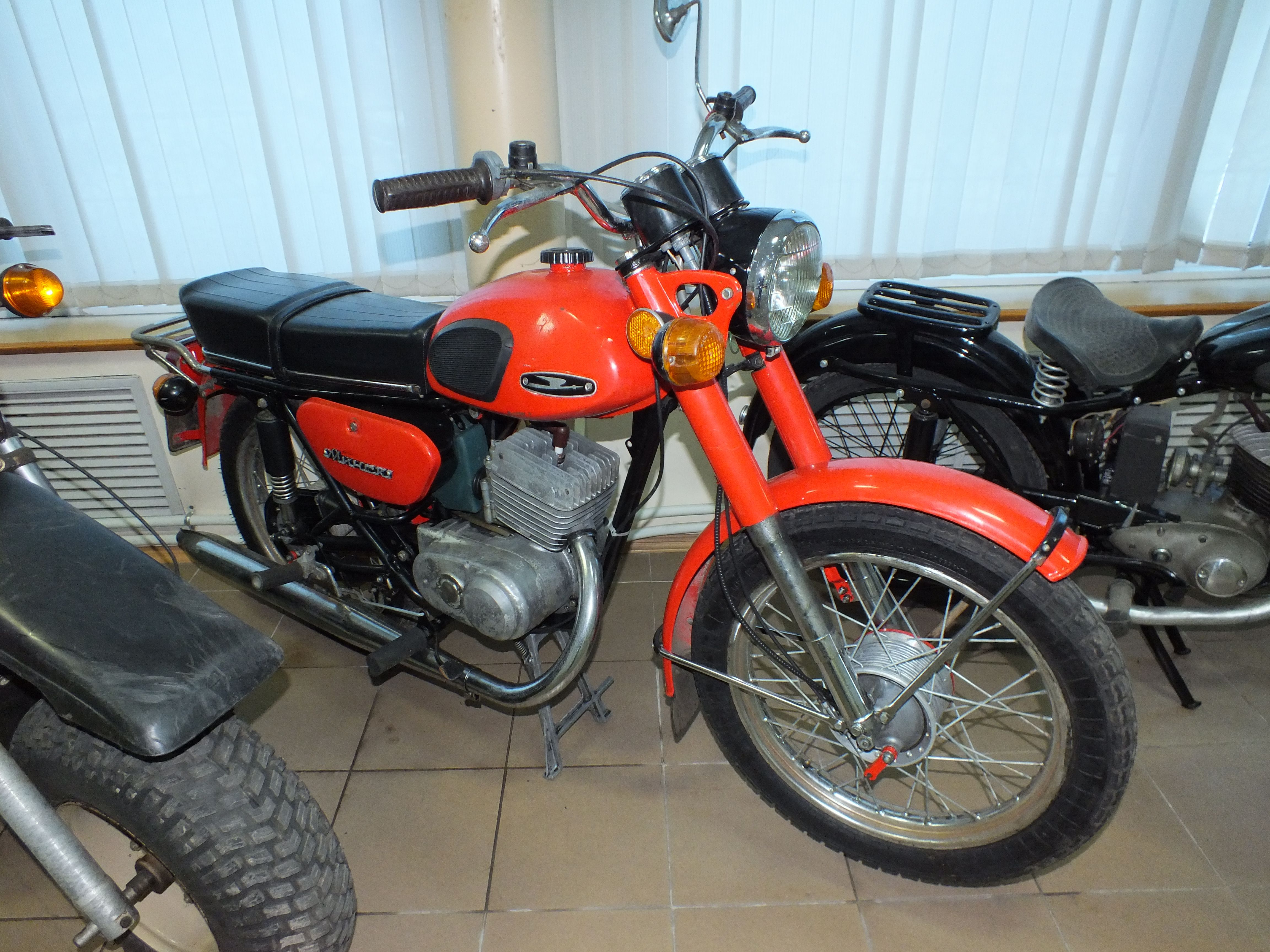
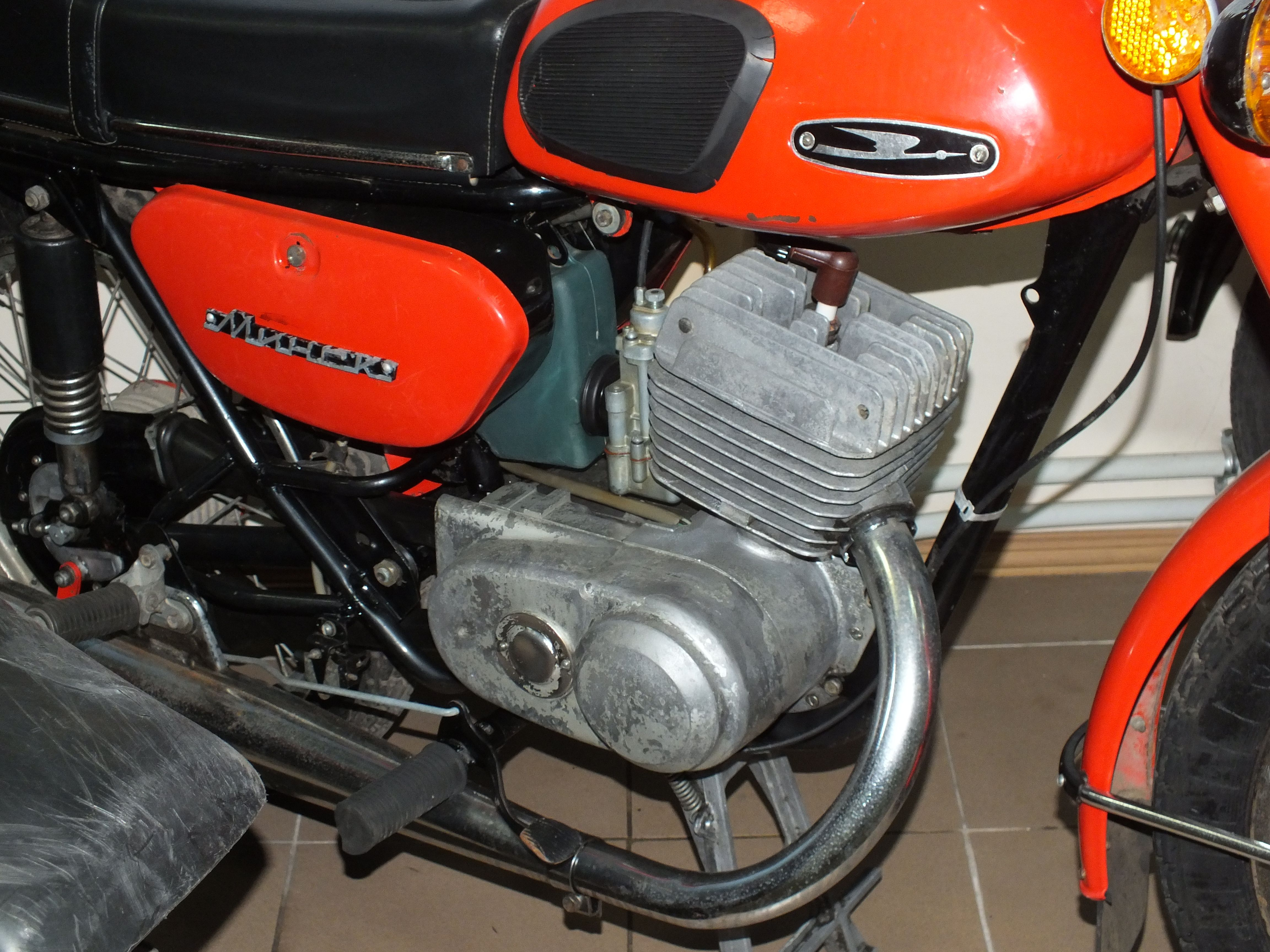
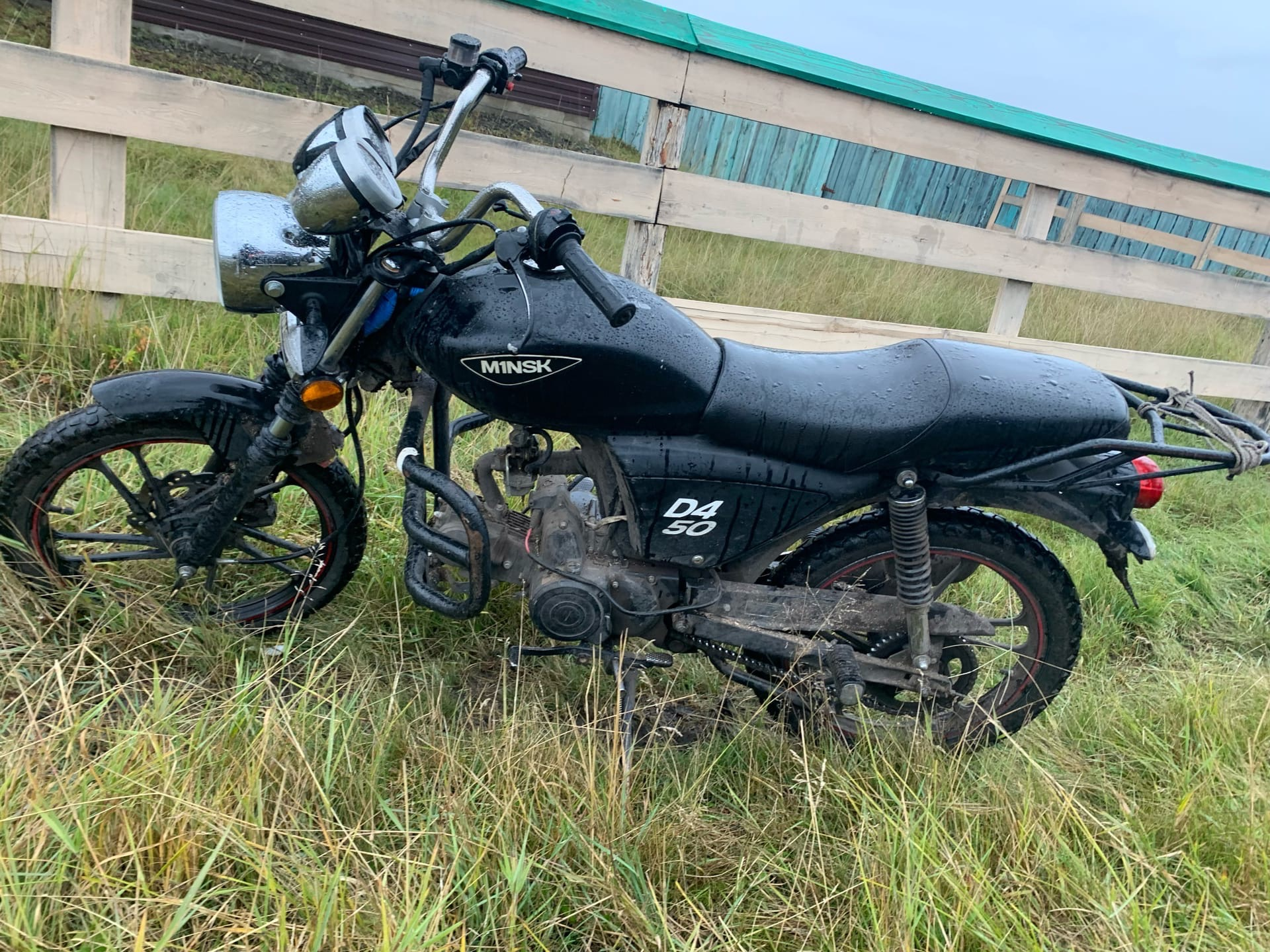